# Guinee
No vodu haitiano, Guinee é o mundo espiritual, uma referência ao lar africano que os escravos esperavam  que suas almas pudessem ser devolvidas após a morte.
Existem sete portões pelos quais o Guinee pode ser inserido. Eles são os seguintes:
1. Barão da Cruz
2. Guedê
3. Barão Cemitério
4. Baron Kriminel
5. Barão Samedi

Os espíritos dos mortos precisam passar por esses sete portões para se reunir aos que já estão mortos.
Muitos praticantes dessa fé acreditam que esses sete portões estão fisicamente presentes em diferentes áreas de Nova Orleans.
 